# Classe Fugas I/IV
Le classe Fugas (progetto 3 Tral secondo la classificazione russa) erano dragamine costieri di costruzione sovietica entrate in servizio tra il 1935 ed il 1941. Si trattava di una classe decisamente numerosa, che comprendeva ben quaranta unità. Queste navi avevano, in generale, buone caratteristiche nautiche. Inoltre, ulteriori quattro esemplari furono completati come motovedette: tale versione ricevette il nome di classe Zemchug.

## Il servizio
Le Fugas vennero schierate nella Flotta del Baltico e nella Flotta del Mar Nero, e presero parte alla seconda guerra mondiale. Undici esemplari furono affondati durante il conflitto.
- T-208 Sghkiv: affondato il 23 giugno 1941.
- T-216: affondato per l'urto con una mina il 1º agosto 1941.
- T-212 Shctag: affondato per l'urto con una mina il 2 agosto 1941.
- T-201 Zaryad: affondato per l'urto con una mina il 3 agosto 1941.
- T-202 Buiy: affondato per l'urto con una mina il 15 agosto 1941.
- T-209 Knekht: affondato da un bombardamento il 24 agosto 1941.
- T-402 Minrep: affondato per l'urto con una mina l'11 settembre 1941.
- T-405 Vzrivatel: affondato da un bombardamento il 6 gennaio 1942.
- T-403 Gruz: affondato da una motosilurante il 27 febbraio 1942.
- T-413: affondato da un bombardamento il 13 giugno 1942.
- T-207 Špil' affondato da un dragamine tedesco il 21 novembre 1944

Durante la guerra, l'armamento venne potenziato con l'aggiunta di alcuni cannoni da 37mm (uno o tre) ed un paio di mitragliare da 12,7mm.

## Versioni
Oltre alla già citata classe Zemchug, furono realizzate anche altre versioni delle Fugas, oltre a quella base, identificate da altri numeri di progetto.
- progetto 3 (versione base)
- progetto 53
- progetto 53U
- progetto 53ETU